# Constance de Penthièvre
Constance de Penthièvre (v. 1140 – après le 23 juin 1184) était une princesse bretonne, fille d’Alain de Penthièvre, comte de Richmond, et de Berthe de Cornouaille, duchesse de Bretagne.

## Biographie
Constance est la fille de Berthe, fille du duc de Bretagne Conan III et de Mathilde d’Angleterre, et d’Alain le Noir, comte de Richmond, fils cadet d’Étienne Ier de Penthièvre et d’Havoise de Guingamp. Elle est la sœur du duc Conan IV de Bretagne et d’Enoguen, abbesse de Saint-Sulpice.
Le 15 septembre 1146, son père meurt et sa mère se remarie deux ans plus tard avec Eudon de Porhoët, qui deviendra régent de Bretagne pendant la minorité de Conan IV.

## Mariages
En 1160, alors que son frère Conan IV venait d'épouser Marguerite de Huntingdon, sœur du roi d’Écosse Malcolm IV, un mariage entre celui-ci et Constance est envisagée. Mais Constance refuse, dans l'espoir d'épouser le roi Louis VII, veuf de Constance de Castille. Cependant, Louis choisit de se remarier avec Adèle de Champagne. Selon d'autres historiens, c'est en 1152/54, après l'annulation du mariage de Louis VII et d'Aliénor d'Aquitaine, que Constance aurait cherché à épouser le roi de France. Toutefois, cette hypothèse est peu probable.
Selon certaines généalogies, Constance aurait été mariée en premières noces à Guillaume FitzEmperesse, dit « Tournemine », troisième fils de Geoffroy V d'Anjou et de Mathilde l’Emperesse, et frère cadet du roi Henri II d’Angleterre, fondateur de la Maison de Tournemine. Toutefois, il n’existe aucune preuve de cette union, ni d’ailleurs de l’identité exacte de Guillaume « Tournemine »,. Si ce mariage a bien eu lieu, quelle que soit l'identité exacte de Guillaume Tournemine, il date d'après le mariage de Louis VII et d'Adèle de Champagne, le 13 novembre 1160.
Constance épouse ensuite Alain III, vicomte de Rohan, avec qui elle fondera l’Abbaye Notre-Dame de Bon-Repos le 23 juin 1184.

## Descendance
Si Constance est bien l’épouse de Guillaume Tournemine, elle est la mère de :
- Olivier Ier de Tournemine (mort avant 1205), qui épousa Edie (ou Eline) de Penthièvre, fille de Rivallon de Penthièvre et sœur de Geoffroy III de Penthièvre, et en eut :
  - Olivier II de Tournemine (mort v. 1232), seigneur de La Hunaudaye,
  - Geoffroy Ier de Tournemine,
  - Pierre de Tournemine,
  - Margilie de Tournemine,
  - Sybille de Tournemine ;
- Geoffroy de Tournemine.

D’Alain III, vicomte de Rohan, elle a :
- Alain IV ;
- Guillaume ;
- Josselin, qui épousa Mathilde de Montfort, fille de Guillaume II de Montfort[4] ;
- Marguerite, qui épousa Hervé Ier, seigneur de Léon ;
- Alix ;
- Constance, qui épousa Eudon de Pontchâteau.